# Vince Foster

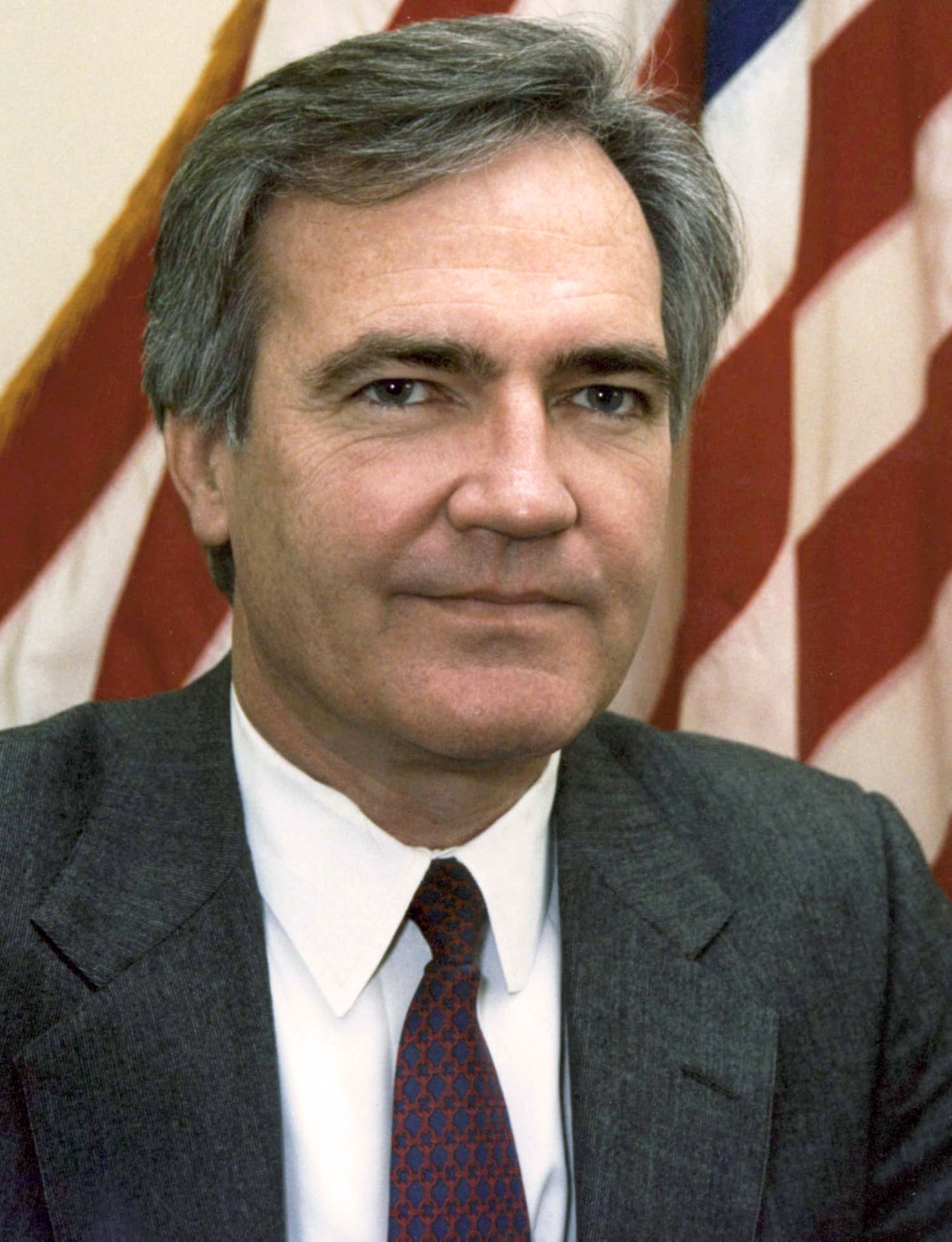
Vince Foster (1993)

Vincent Walker Foster Jr. (* 15. Januar 1945 in Hope, Arkansas; † 20. Juli 1993 in Fairfax, Virginia) war ein US-amerikanischer Rechtsanwalt, der in den ersten sechs Monaten der Clinton-Regierung als stellvertretender Rechtsberater des Weißen Hauses tätig war. Davor arbeitete er in Arkansas für die renommierte Kanzlei Rose Law Firm. Sein Tod wurde 1993 in fünf verschiedenen Untersuchungen als Suizid eingestuft.

## Laufbahn
Foster wurde in als Sohn von Vincent W. Foster Sr. und Alice Mae Foster geboren, wobei er noch zwei Schwestern hatte. Sein Vater war ein erfolgreicher Immobilienentwickler. Vince war ein Jugendfreund von Bill Clinton, der damals noch Billy Blythe hieß. Clinton, der anderthalb Jahre jünger war als Foster, wohnte in einem an Fosters Haus angrenzenden Haus, wobei das Haus der Fosters deutlich größer war als das der Blythes. Ein weiterer Jugendfreund war Mack McLarty, der eines Tages Stabschef von Clinton im Weißen Haus werden sollte. Foster und Clinton gingen zur selben Schule, wobei Clinton 1952 nach Hot Springs zog, jedoch weiter in Kontakt mit seiner alten Heimat blieb. Foster machte 1963 seinen Abschluss an der Hope High School. Danach besuchte er das Davidson College, das er 1967 mit einem Bachelor-Abschluss in Psychologie verließ. Sein Vater wollte, dass er das Immobiliengeschäft der Familie übernimmt, aber stattdessen entschied er sich Jurist zu werden. Nach dem Beginn seines Studiums an der Vanderbilt University Law School trat er auf dem Höhepunkt des Vietnamkriegs in die Arkansas National Guard ein, um der Einberufung zu entgehen. Um näher an seinen Aufgaben in der Garde zu sein, wechselte er an die University of Arkansas School of Law in Fayetteville, wo er Redakteur der Law Review wurde. 1971 erhielt er seinen Juris Doctor und schloss als Klassenbester ab.
1971 trat Foster in die Anwaltskanzlei Rose Law Firm in Little Rock, der Hauptstadt von Arkansas, ein und wurde 1974 zum Partner ernannt. Foster wurde auch zum Leiter der Juristenvereinigung Arkansas Bar Association ernannt. Foster veranlasste die Einstellung von Hillary Rodham bei der Anwaltskanzlei, nachdem beide zusammengearbeitet hatten, wo sie die erste weibliche Mitarbeiterin überhaupt wurde. Die Einstellung erfolgte kurz nachdem Bill Clinton zum Generalstaatsanwalt von Arkansas gewählt worden war, was Clinton und seine Partnerin Rodham dazu veranlasste, von Fayetteville nach Little Rock zu ziehen. Als Bill Clintons politische Karriere an Fahrt gewann, unterstützte Foster ihn. Foster war auf Gesellschaftsrecht spezialisiert und hatte den Ruf, ein sehr guter Anwalt zu sein. Hillary Rodham Clinton nennt Foster in ihren Memoiren „einen der besten Anwälte, die ich je gekannt habe“. Unter ihm wuchs die Rose Law Firm und wurde die Kanzlei der Reichen und Mächtigen in dem Bundesstaat. Er war auch eine feste Größe in der Gesellschaft von Little Rock, war Vorsitzender des Vorstands des Arkansas Repertory Theatre und Mitglied des exklusiven Country Club of Little Rock, dessen Mitgliedschaft in dem einst segregierten Südstaat nur Weißen zugänglich war.
Nach Clintons Wahl zum US-Präsident 1992 wurde Foster als Bekannter der Clintons Mitglied von Clintons Übergangsteam. Nach Clintons Amtsantritt trat Foster Anfang 1993 als stellvertretender Berater in den Stab des Weißen Hauses ein. Dies geschah trotz Fosters anfänglichem Widerwillen, sein Leben in Little Rock hinter sich zu lassen und nach Washington zu kommen. Hier arbeitete er unter dem Rechtsberater des Weißen Hauses, Bernard W. Nussbaum. Foster zog nach Georgetown, während seine Familie und Kinder in Arkansas zurückblieben. Er machte politische Arbeit und bearbeitete auch Dokumente, die mit der Whitewater-Affäre in Zusammenhang standen. Die politische Arbeit lag ihm allerdings nicht und er fühlte sich in Washington unwohl. Er arbeitete zwölf Stunden am Tag, sechs oder sieben Tage die Woche, und obwohl er bereits schlank war, begann er an Gewicht zu verlieren. 1993 war Foster in die Travelgate-Äffäre involviert, bei der das Weiße Haus das Management von Reisetätigkeiten an ein Unternehmen in Arkansas vergeben hatte, was Bill Clintons Freunde begünstigt haben soll. Die Affäre führte zu öffentlicher Kritik an Foster. Er erwog, sein Amt niederzulegen, fürchtete aber eine persönliche Demütigung bei einer möglichen Rückkehr nach Arkansas.

## Tod

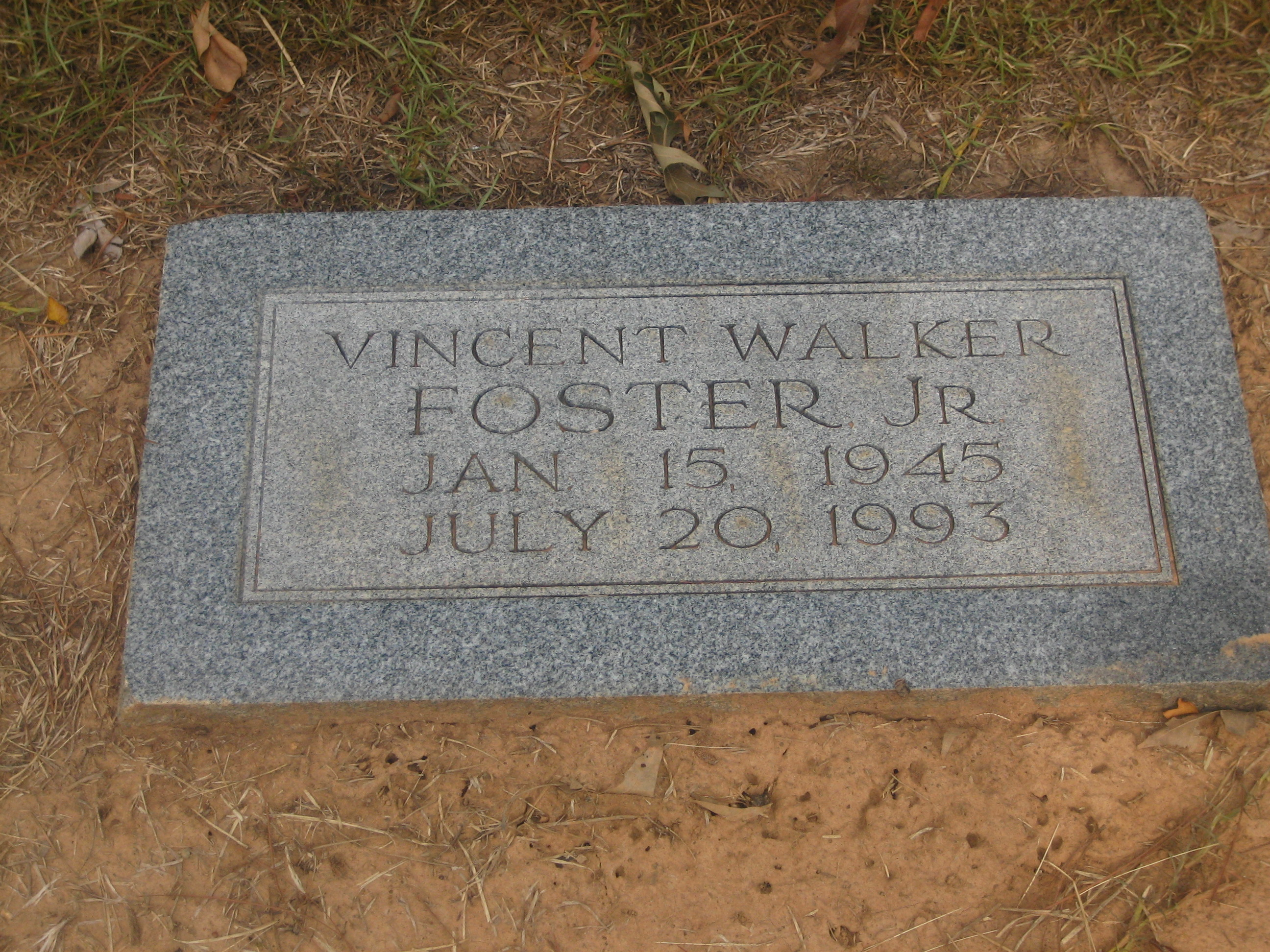
Grab von Vince Foster in Hope, Arkansas

Er kämpfte mit Depressionen, die nach seinem Tod als klinische Depression eingestuft wurden. Foster wurde von seinem Arzt in Arkansas am 19. Juli telefonisch das Antidepressivum Trazodon verschrieben. Am nächsten Tag wurde Foster im Fort Marcy Park, einem Bundespark in Virginia, tot aufgefunden. Eine Autopsie ergab eine Schusswunde in den Mund mit einer Waffe, die neben seiner Leiche gefunden wurde, und es wurden keine weiteren Wunden an seinem Körper gefunden. In seiner Aktentasche wurde ein Entwurf eines Rücktrittsschreibens gefunden, das in 27 Teile zerrissen war. Das Schreiben enthielt eine Liste von Vorwürfen, darunter: „Die WSJ-Redakteure lügen ohne Konsequenzen“ und: „Ich war nicht für den Job oder das Rampenlicht des öffentlichen Lebens in Washington bestimmt. Hier wird es als Sport angesehen, Menschen zu ruinieren“. Sein unerwarteter Tod war ein großer Schock für das Weiße Haus. Seine Beerdigungsmesse fand in der St. Andrew's Cathedral in Little Rock statt. Bill Clinton hielt eine Trauerrede, in der er sich an die gemeinsame Jugendzeit erinnerte.
Fünf offizielle Untersuchungen zu Fosters Tod kamen alle zu dem Schluss, dass er durch Selbstmord starb. Darunter war auch eine Untersuchung des Kongresses der Vereinigten Staaten, die aus republikanischen und demokratischen Abgeordneten bestand. Trotzdem hielten sich danach Verschwörungstheorien, dass es sich bei seinem Tod um einen Mordfall gehandelt haben soll. Obwohl die Polizei keine Beweise dafür fand, spekulierten mehrere Boulevardzeitungen, dass es sich bei Fosters Tod um einen Mord gehandelt haben könnte, an dem möglicherweise die Clintons selbst beteiligt waren. Der damalige Präsidentschaftskandidat Donald Trump sorgte 2016 für Schlagzeilen, als er in einem Interview mit der Washington Post behauptete, dass Fosters Tod verdächtig sei.

## Familie
Foster lernte Elizabeth Braden, genannt Lisa, während seines zweiten Studienjahres in Davidson kennen; sie war die Tochter eines Versicherungsmaklers aus Nashville. Sie heirateten am 20. April 1968 in der St. Henry Catholic Church in Nashville. Sie hatten drei Kinder, zwei Töchter und einen Sohn.